# Terry Gilliam
Terence Vance Gilliam (født 22. november 1940 i Minneapolis, Minnesota, USA) er en Britisk filminstruktør og et af medlemmerne i Monty Python.

## Biografi

### Animator
Gilliam startede som amerikansk animator og tegneserietegner, som tidligt lavede animationer med udklip af fotografier, blandt andet indeholdt en af de første John Cleese. Han flyttede til England i slutningen af 1960'erne, og medvirkede i børne-TV-programmet "Do not adjust your set", sammen med blandt andre Michael Palin, Terry Jones og Eric Idle. Alle fire gik videre til Monty Python i 1969. Terence Gilliam udviklede allerede i Do not adjust your set sin unikke animationsstil, der blandt andet indeholdt gamle fotografier, der blev flyttet rundt på små papstykker.

### Monty Python
Terry Gilliams væsentligste betydning i Monty Python var de surrealistiske animationssekvenser, der dels introducerede programmet, dels blev anvendt som bindeled mellem de forskellige sketches. Af og til havde Gilliam dog også roller i selve programmet, især de scener, som ingen andre ville have (på grund af ubehagelige kostumer eller meget make-up. Blandt andet var han ridderen med gummihønen, der afsluttede mange af Monty Pythons sketches. 
Han var medinstruktør på Monty Python og de skøre riddere (Monty Python and the Holy Grail), og optrådte i filmen som "animatoren, der døde af hjerteslag" samt som den grønne ridder og kong Arthurs "pakæsel" Patsy. Han instruerede også kortfilmen The Crimson Permanent Insurance, der blev vist før Monty Python's The Meaning of Life (og indgik senere i filmens "handling").

## Stil
Generelt har Terry Gilliams film et hel særlig karakter, med barokke elementer, såsom computermonitorer med forstørrelsesglas (Brazil), og en Monty Python'sk humor, der dog er mere mørk end i Monty Pythons fællesproduktioner.

## Filmografi
Terry Gilliam har instrueret flere film siden Monty Python:
- Stakkels Dennis (originaltitel Jabberwocky) (1977)
- Brazil (1985)
- The Adventures of Baron Munchhausen (1988)
- Fisher King (1991)
- Twelve Monkeys (1995)
- Fear and Loathing in Las Vegas (1998)
- The Brothers Grimm (2005)
- Tideland (2006)
- The Imaginarium of Doctor Parnassus (2009)